# Desmos cochinchinensis
Desmos cochinchinensis Lour. – gatunek rośliny z rodziny flaszowcowatych (Annonaceae Juss.). Występuje naturalnie w Indiach (w stanach Asam i Manipur), Mjanmie, Tajlandii, południowej części Chin, w Wietnamie, Kambodży, Malezji oraz Indonezji. 

## Morfologia
PokrójZimozielony krzew o pnących pędach, młodsze są owłosione.
LiścieMają kształt od podłużnego do eliptycznie podłużnego. Mierzą 12–22 cm długości oraz 4–8 cm szerokości. Są prawie skórzaste. Nasada liścia jest zaokrąglona. Blaszka liściowa jest o wierzchołku od tępego do ostrego. Ogonek liściowy jest nagi i dorasta do 6–10 mm długości.
KwiatySą pojedyncze, rozwijają się w kątach pędów. Są zwisające i wydzielają zapach. Działki kielicha mają owalnie lancetowaty kształt i dorastają do 7 mm długości. Płatki mają kształt od odwrotnie owalnego do owalnie lancetowatego i zielonożółtawą barwę, osiągają do 5–6 cm długości, wewnętrzne są mniejsze od zewnętrznych. Kwiaty mają słupki o podłużnym kształcie i długości 2–3 mm.
OwoceTworzą owoc zbiorowy. Są nagie.

## Biologia i ekologia
Rośnie w wiecznie zielonych lasach. Kwitnie w czerwcu, natomiast owoce pojawiają się od września do października.